# Гервасий (Сараситис)
Митрополи́т Герва́сий (греч. Μητροπολίτης Γερβάσιος, в миру Гео́ргиос Сараси́тис, греч. Γεώργιος Σαρασίτης; 1867, Гюмюшхане, Трабзон — 31 мая 1934, Александруполис) — епископ Константинопольской православной церкви; митрополит Александрупольский, Траянопольский и Самофракийский.

## Биография
Родился 1 января 1867 года в понтийской деревне Аргируполи. Был духовным сыном митрополита Халдийского Гервасия (Сумелидиса). Поступил в Богословскую школу на острове Халки, обучаясь в которой в 1892 году был рукоположен в сан диакона
В 1893 году окончил Халкинскую школу, защитив труд «О истиности на пастирских писем Апостола Павла» (греч. Ότι γνήσιαι αι ποιμαντικαί επιστολαί του Αποστόλου Παύλου). Работает в качестве директора греческой школы в своём родном городе с 1893 до 1895 года, духовное училище в Зинджи тепе, Кесарию, и с 1895 до 1900 года, и Амисоской школе с 1900 по 1901 год.
28 июля 1901 года был избран титулярным епископом Назианским, викарием Кесарийской митрополии. Его епископская хиротония состоялась 6 августа 1901 года в Патриаршем соборе святого Георгия на Фанаре. Хиротонию совершили: митрополита Янинский Григорий (Каллидис), митрополитит Корчанский Гервасий (Орологас), митрополит Гревенский Дорофей (Маммелис) и митрополит Литицкий Никифор (Левантаридис).
27 августа 1902 года стал викарием Халдийской митрополии.
16 ноября 1902 года был назначен митрополитом Родопольским.
10 октября 1906 года был назначен митрополитом Корчинским, Перметским и Москопольским.
1 апреля 1910 года был назначен митрополитом Анкирским.
17 ноября 1922 года был назначен правящим епископом новообразованной Александрупольской митрополии с титулом «Александрупольский, Траянопольский и Самофракийский».
Скончался 31 май 1934 года в Александруполисе.